# Stigmella aceris
Stigmella aceris — это моль семейства молей-малюток, обитающая в Европе. Впервые она была описана Генрихом Фреем в 1857 году
Моль проявляет активность с мая по июнь и снова в августе в зависимости от местоположения и имеет размах крыльев 3,7-4,7 мм.
Личинки минируют листья своего пищевого растения, образуя узкий коридор, обычно заполняющий всю ширину коридора фрассом. Яйца откладывают на клён полевой, клён приречный, клён остролистный и клён татарский.